# 进贤增一
室女座38，又名BD-02 3593，HD 111998、SAO 139022、HR 4891，是室女座的一颗恒星，视星等为6.11，位于銀經303.79，銀緯59.32，其B1900.0坐标为赤經12h 48m 3.8s，赤緯-3° 59.32′ 35″。